# Gustav Ludwigson
Gustav Erik Ludwigson (Göteborg, 20 ottobre 1993) è un calciatore svedese, attaccante dell'Ulsan HD.

## Biografia
È pronipote di Robert Zander, portiere svedese che partecipò alle Olimpiadi 1920 e 1924.

## Carriera
La carriera di Ludwigson è iniziata nel Mölnlycke IF, che è anche la squadra in cui egli è cresciuto a livello giovanile. Qui ha giocato rispettivamente nella settima serie nazionale durante la stagione 2011 e nella sesta serie nazionale dal 2012 al 2014.
Nel 2015 si è trasferito al Sävedalens IF, piccola squadra con sede nella periferia di Göteborg, dove ha contribuito alla promozione dalla quinta alla quarta serie con 4 reti in 13 partite. Nel 2016 i suoi gol sono stati 11 in 23 partite, mentre l'anno seguente ne ha segnati 8 in 24 incontri.
A seguito delle tre annate al Sävedalens IF, Ludwigson ha svolto e superato un provino con l'Örgryte, altra squadra di Göteborg che militava però nel campionato di Superettan, nonché club in cui il bisnonno Robert Zander fu portiere durante gli anni 1920. Il suo contratto annuale è stato rinnovato di altri due anni durante la sua prima stagione con i rossoblu, poi chiusa con un bottino di 11 reti e 3 assist in 30 presenze. Al termine di quell'annata, i membri del club lo hanno nominato giocatore dell'anno. L'8 agosto 2019 è stato reso noto che nel 2020 Ludwigson si sarebbe trasferito a titolo definitivo all'Hammarby. Il giocatore ha chiuso il campionato di Superettan 2019 con la maglia dell'Örgryte totalizzando 12 reti e 9 assist nell'arco di 29 partite.
Diventato effettivo il suo passaggio agli stoccolmesi dell'Hammarby a partire dal 1º gennaio 2020, Ludwigson ha debuttato nella massima serie svedese il successivo 14 giugno – alla prima giornata di un campionato posticipato di oltre due mesi per via della pandemia di COVID-19 – subentrando nel secondo tempo della vittoria contro l'Östersund. Ha chiuso la stagione con 9 gol in 29 incontri di campionato. Nel 2021 è stato il miglior marcatore della squadra con 11 reti in 30 partite di campionato. Si è confermato il miglior realizzatore dei biancoverdi anche nell'Allsvenskan 2022, durante la quale ha realizzato 12 gol in 29 presenze.
Nel gennaio 2023 è stato acquistato ufficialmente dai sudcoreani dell'Ulsan Hyundai in cambio di una cifra che i media hanno quantificato in poco più di 500.000 euro.

## Palmarès

### Club

#### Competizioni nazionali
- Coppa di Svezia: 1

Hammarby: 2020-2021
- K League 1: 2

Ulsan Hyundai: 2023, 2024